# アンジェリーク・ペティジョン
アンジェリーク・ペティジョン（Angelique Pettyjohn、1943年3月11日 – 1992年2月14日）は、アメリカ合衆国の女優、バーレスク・クイーン。『宇宙大作戦』のエピソード「宇宙指令! 首輪じめ」（The Gamesters of Triskelion、1968年）にスロール訓練士シャーナ役で出演した。

## 生い立ち
1943年、出生名ドロシー・リー・ペリンズ（Dorothy Lee Perrins）としてカリフォルニア州ロサンゼルスで生まれ、ユタ州ソルトレイクシティで育った。

## 女優
1967年、アンジェリークの芸名で初の映画出演を果した。これには『The Touch of Her Flesh』や『The Love Rebellion』が含まれる。初の抜擢は同年のエルヴィス・プレスリー映画『ブルー・マイアミ』であった。
1968年、ジャック・レモンとウォルター・マッソー主演のコメディ映画『おかしな二人』のオープニング・シーンでゴーゴーダンサーの一人を演じ、同年『猿の惑星』のノバ役のオーディションも受けたが、この役はリンダ・ハリソンが射止めた。
1968年、『宇宙大作戦』のエピソード「宇宙指令! 首輪じめ」に、ジェームズ・T・カーク船長のスロール（奴隷）訓練士であるシャーナ役で出演した。1960年代には他にも『ミスター・テリフィック』、『グリーン・ホーネット』、『怪鳥人間バットマン』、『0022アンクルの女』などのテレビドラマに出演、また諜報機関コントロールの男性諜報員チャーリー・ワトキンス (完璧に女性に成りすます「変装の達人」) 役で『それ行けスマート』の2本のエピソード（1967年）に出演した。
1969年には、フィリピンのホラー映画『The Mad Doctor of Blood Island』に主演、アウトローバイカー映画『Hell's Belles』にチェリー役で出演、グレン・フォード主演の西部劇映画『夕陽の対決』で酒場の女を演じ、ジョン・デレクが共同監督した『Childish Things』に出演した。
1970年代は、ライザ・ミネリ主演の『愛しのジュニー・ムーン』（1970年）、SFエクスプロイテーション映画『The Curious Female』（1970年）、低予算犯罪映画『The G.I. Executioner』（1971年、トップレスダンサー役）に出演。1980年代には、喜劇映画『Good-bye, Cruel World』（1983年）でストリップティーズを行なう尼僧を演じ、『未来戦士エンジェル・コマンドー／帝国の崩壊』（1984年）、SFブラック・コメディ映画『レポマン』（1984年）、『Biohazard』（1985年）などの古典カルト映画に出演。マイク・ジトロフの映画『マイク・ザ・ウィザード』（1988年）で映画プロデューサーのアシスタントを演じ、彼女自身の衣装をデザインした。
1980年代初め、その豊満な肉体を活かし、アンジェリーク、ヘブン・セント・ジョン、エンジェル・セント・ジョンなどの別名を用い『Titillation』（1982年）、『Stalag 69』（1982年）、『Body Talk』（1982年）などのハードコアポルノ映画に出演した。

## バーレスク
1970年代、ラスベガスでバーレスクのスターとして働いていた。1970年、シルバー・スリッパー・ギャンブル・ホール・アンド・サルーンでバリー・アシュトンのバーレスクショーに出演した。後にアラジン・ホテルで開催されたヴィーヴ・パリ・ヴィーヴ・ショーに踊り子として出演した。また、マキシムホテル・アンド・カジノ・バーレスクショーにも出演し、1978年にはジョーカー・クラブの「トゥルー・オールドタイム・バーレスク」でボブ・ミッチェルとミス・ヌード・ユニバースと共演した。1979年2月のPLAYBOY誌の特集グラビア「The Girls of Las Vegas」でロバート・スコット・フーパーにより撮影された。ペティジョンはスタートレックのコンベンションで人気を博していたので、フーパーはエピソード「宇宙指令! 首輪じめ」の衣装を着せて彼女の写真を撮った。彼らは2枚のポスターを制作した。1枚は完全に衣装を着たもので、もう1枚は彼女がコンベンションで販売した胴体部の衣装を取り払ったヌードのものであった。

## 死去
1992年2月14日、子宮頸癌のためネバダ州ラスベガスで死去。48歳であった。

## フィルモグラフィー
| 映画   | 映画                                     | 映画                                      | 映画                         | 映画             |
| 年     | 原題                                     | 邦題                                      | 役名                         | 備考             |
| ------ | ---------------------------------------- | ----------------------------------------- | ---------------------------- | ---------------- |
| 1959   | Sabaleros                                |                                           | Blonde in US sex insert      | クレジットされず |
| 1961   | The Phantom Planet                       | 幻の惑星                                  | Juror                        | クレジットされず |
| 1967   | Hotel                                    | ホテル                                    | 1st Stripper                 | クレジットされず |
| 1967   | The Cool Ones                            | 太陽の恋人クール・ワンズ                  | Girl on Tony's Staff         | クレジットされず |
| 1967   | The Touch of Her Flesh                   |                                           | Claudia Jennings             |                  |
| 1967   | A Guide for the Married Man              | プレイラブ48章                            | Girl on Wilshire Blvd.       | クレジットされず |
| 1967   | Rough Night in Jericho                   | ジェリコ                                  | Lady of the Evening          | クレジットされず |
| 1967   | Clambake                                 | ブルー・マイアミ                          | Gloria                       |                  |
| 1967   | The Love Rebellion                       |                                           | Pam Carpenter                |                  |
| 1967   | Professor Lust                           |                                           |                              |                  |
| 1968   | The Odd Couple                           | おかしな二人                              | Go-Go Dancer                 | クレジットされず |
| 1968   | For Singles Only                         |                                           | Apartmenter hunter           | クレジットされず |
| 1968   | Where Were You When the Lights Went Out? | ニューヨークの大停電                      | Girl                         | クレジットされず |
| 1968   | The Curse of Her Flesh                   |                                           | Claudia Jennings – Flashback | クレジットされず |
| 1968   | The Mad Doctor of Blood Island           |                                           | Sheila Willard               |                  |
| 1968   | Cargo of Love                            |                                           | Prostitute                   | クレジットされず |
| 1969   | Hell's Belles                            |                                           | Cherry                       |                  |
| 1969   | Heaven with a Gun                        | 夕陽の対決                                | Emily                        |                  |
| 1969   | Childish Things                          |                                           | Angelique                    |                  |
| 1969   | The Love God?                            |                                           | Model                        | クレジットされず |
| 1970   | Tell Me That You Love Me, Junie Moon     | 愛しのジュニー・ムーン                    | Melissa                      |                  |
| 1970   | The Curious Female                       |                                           | Susan Rome                   |                  |
| 1970   | Up Your Teddy Bear                       |                                           | Miss Honeysuckle             |                  |
| 1971   | The G.I. Executioner                     |                                           | Bonnie                       |                  |
| 1979   | Going in Style                           | お達者コメディ/シルバー・ギャング         | Woman at crap table          | クレジットされず |
| 1982   | Titillation                              |                                           | Brenda Weeks                 |                  |
| 1982   | Stalag 69                                |                                           | Nazi Interrogator            |                  |
| 1983   | Good-bye, Cruel World                    |                                           | Dancing Nun                  |                  |
| 1984   | Repo Man                                 | レポマン                                  | Repo Wife #2                 |                  |
| 1984   | The Lost Empire                          | 未来戦士エンジェル・コマンドー/帝国の崩壊 | Whiplash                     |                  |
| 1984   | Body Talk                                |                                           | Cassie                       |                  |
| 1985   | Biohazard                                | エイリアン・ハザード                      | Lisa Martyn                  |                  |
| 1985   | Takin' It Off                            | ピンク・タイフーン/グラマー大作戦         | Anita Little                 | オリジナルビデオ |
| 1988   | The Wizard of Speed and Time             | マイク・ザ・ウィザード                    | Dora Belair                  | 最後の映画出演   |
| テレビ |                                          |                                           |                              |                  |
| 年     | 原題                                     | 邦題                                      | 役名                         | 備考             |
| 1967   | Get Smart                                | それ行けスマート                          | Charlie Watkins              | 2エピソード      |
| 1968   | Star Trek: The Original Series           | 宇宙大作戦                                | Shahna                       | 1エピソード      |